# Flik 46
A Fliegerkompanie 46 (rövidítve Flik 46, magyarul 46. repülőszázad) az osztrák-magyar légierő egyik repülőszázada volt.

## Története
A századot az ausztriai Straßhofban állították fel, majd kiképzése után 1917. május 11-én a olasz frontra irányították, ahol Cinto Caomaggiore, majd Prosecco tábori repülőtereiről indultak bevetésekre. 1917. július 25-én az egész légierőt átszervezték; ennek során a század hadseregparancsnokság alárendeltségében működő alegység (neve ekkortól Fernaufklärer-Kompanie 46, Flik 46F) lett. Októberben az 1. Isonzó-hadsereg részeként vett részt a 12. isonzói csatában. 1918 szeptemberében egy újabb átszervezés során fotófelderítő-századdá (Photoaufklärer-Kompanie 46, Flik 44P) nyilvánították.
A háború után a teljes osztrák légierővel együtt felszámolták.

## Századparancsnokok
- Karl Banfield százados
- Alexander Weitenschütz főhadnagy
- Karl Wrbetzky főhadnagy

## Századjelzés
Az 1. Isonzó-hadsereg alárendeltségében a század gépeinek keréktárcsáját sárgára festették. Később, az új szabályzás alapján a pilótafülke mögött fehér keretes, fekete F betű volt látható. 

## Repülőgépek
- Hansa-Brandenburg C.I
- Hansa-Brandenburg D.I
- Albatros D.III
- Aviatik C.I
- Aviatik D.I
- Phönix D.I